# FC Bremerhaven
Der FC Bremerhaven von 1899 e. V. war ein Fußballverein aus Bremerhaven.

## Geschichte
Gegründet 1899 als FC Bremerhaven-Lehe, waren die größten sportlichen Erfolge im Ligabetrieb bisher zwei Teilnahmen an der Regionalliga Nord in den Saisons 1994/95 und 1999/2000. Nach dem Abstieg 2000 aus der Regionalliga Nord wurde der Verein von der Oberliga Nord bis in die Verbandsliga Bremen – in der man heute spielt – durchgereicht. Der FC Bremerhaven strebte für die Saison 2007/08 die Qualifikation für die neu formierte Regionalliga Nord und damit den Schritt ins Halbprofitum an, wurde auch Meister, erhielt aber keine Lizenz. Im folgenden Jahr 2009 wurde eine solche nicht beantragt.
In seiner Geschichte wurde der FC Bremerhaven zweimal umbenannt: 1919 in VfB Lehe von 1899 e. V. (Lehe ist ein Stadtteil von Bremerhaven), 1992 wieder in FC Bremerhaven von 1899 e. V. Der letzte Regionalliga-Auftritt war am 34. Spieltag der Saison 1999/2000, als man dem VfB Lübeck 0:1 unterlag. Bremerhaven stieg mit 27 Punkten als Tabellensiebzehnter ab.
In der Saison 2006/07 belegte der FC Bremerhaven in der Verbandsliga Bremen den 2. Platz hinter dem Bremer SV und verpasste mit drei Punkten Rückstand den Aufstieg nur knapp. Er nahm in der vergangenen Saison erneut am DFB-Pokal teil, da er sich für die erste Hauptrunde qualifiziert hatte. Schon 2005 gelang dieser Achtungserfolg, der Verein schied jedoch gegen den FC Schalke 04 aus. Im darauffolgenden Spieljahr 2007/08 gewann die Mannschaft mit fünf Punkten Vorsprung souverän die Meisterschaft, ein Aufstieg blieb ihr allerdings aus lizenzrechtlichen Gründen verwehrt. Für den DFB entsprach das für die Regionalliga Nord vorgesehene Nordsee-Stadion nicht den Anforderungen für die vierthöchste Spielklasse. Umbaumaßnahmen in der Größenordnung von 200.000 Euro waren für den reinen Fußballverein nicht tragbar. Außerdem konnten finanzielle Sicherheiten nicht in dem Umfang geleistet werden, wie vom DFB verlangt wurde, obwohl der Verein finanziell durchaus auf gesunden Beinen stand.
Zum 1. Juli 2012 schloss sich der FC Bremerhaven Sparta Bremerhaven an, das sich daraufhin in FC Sparta Bremerhaven umbenannte. Ursprünglich war eine Fusion der beiden Vereine angestrebt worden. Die Pläne wurden jedoch verworfen, da ansonsten der Platz in der Bremen-Liga nicht hätte übernommen werden können.

## Erfolge
- Teilnahme an der Regionalliga Nord (1994/95 und 1999/00)
- Teilnahme am DFB-Pokal (1996, 2005, 2006 und 2007)
- Meister Verbandsliga Bremen 1992/93, 1993/94, 2001/02, 2007/08 (Aufstieg an Lizenzverweigerung gescheitert)

## Stadion
Die Spielstätte des FC Bremerhaven war das Zollinlandstadion mit einer Kapazität von ca. 5000 Zuschauern, zuletzt ausverkauft am 16. August 1996 zum Erstrundenspiel des DFB-Pokals gegen den Karlsruher SC (2:3, nach 2:0-Führung). Zu besonderen Anlässen wich man später in das größere Nordsee-Stadion aus, welches ca. 10.000 Zuschauern Platz bietet und die Spielstätte des OSC Bremerhaven ist. So geschehen am 20. August 2005 und 10. September 2006 zu den Erstrundenspielen des DFB-Pokals gegen den FC Schalke 04 (0:3) und den VfL Wolfsburg (1:3).